# Ješetice
Ješetice település Csehországban, a Benešovi járásban. Ješetice Sedlec-Prčice, Červený Újezd, Heřmaničky és Smilkov településekkel határos. Lakosainak száma 126 fő (2024. január 1.).

## Népesség
A település lakosságának változását az alábbi diagram mutatja:
| Lakosok száma | 383  | 331  | 331  | 233  | 173  | 125  | 121  | 130  | 135  | 126  |
|               | 1869 | 1890 | 1921 | 1950 | 1980 | 2001 | 2017 | 2019 | 2022 | 2024 |